# Мотокрос на мотоциклах з коляскою
Мотокрос на мотоциклах з колясками дуже схожий на звичайний, але відрізняється типом мотоциклу, що бере участь у змаганнях. Змагання проводяться командою з двох чоловік на мотоциклі з коляскою. Один з них з яких пілот, інший пасажир. Перші згадки про мотокрос починаються з 1930 років у Великій Британії.
Кілька виробників мотоциклів з коляскою (такі як VMC і EML) в Європі виробляють спеціальні шасі з використанням загальнодоступних коліс великого діаметра таких мотоциклів як Honda CR500, Kawasaki KX500, та більшості моделей KTM. Вони також спеціалізуються на виготовлені збільшеного двотактного двигуна таких як MTH 630 та 700cc Zabel, які виробляються виключно для перегонів з мотокросу на мотоциклах з коляскою. Zabel та MTH на сьогодні є одними з найкращих двигунів Чемпіонату Світу.

## Особливості перегонів
Мотокрос на мотоциклах з коляскою проходить на тих самих трасах, що і звичайні змагання з мотокросу. Їзда залежить від типу мотоциклу з коляскою. Пілот не може вигинатись на поворотах за межі мотоциклу аби уникнути відцентрової сили, при цьому бути впевненим, що мотоцикл з коляскою не перевернеться, перш за все на гострих кутах. На пасажира лягає основний тягар та фізичне навантаження. Він має постійно балансувати аби мотоцикл не перевернувся.
По багатьом характеристикам мотокрос на мотоциклах з коляскою є командним виступом. Найкращі екіпажі у світі їздили разом протягом багатьох років.

## Популярність у Світі
Чемпіонат Світу з мотокросу на мотоциклах з колясками має кілька етапів, які проходять у країнах Європи. Має велику популярність у Великій Британії, Нідерландах, Бельгії, країнах Балтії та у Східній Європі. Трохи меншу популярність цей спорт має у Північній Америці та Австралії. Найуспішніший та відоміший мотокросмен на мотоциклі з коляскою є данець Даніель Вільямсен, що ставав Чемпіоном Світу шість разів. Найуспішнішим екіпажем в історії є дует Крістерса Серґіса та Артіса Расманіса.